# Eubiantes africanus
Genre
Espèce
Eubiantes africanus, unique représentant du genre Eubiantes, est une espèce d'opilions laniatores de la famille des Biantidae.

## Distribution
Cette espèce est endémique de Tanzanie. Elle se rencontre dans les monts Usagara et Uluguru.

## Description
L'holotype mesure 3,5 mm.

## Publication originale
- Roewer, 1915 : « 106 neue Opilioniden. » Archiv für Naturgeschichte, vol. 81, no 3, p. 1–152 (texte intégral).